# Id Tech 2引擎

id Tech 2.5引擎，以前称为雷神之锤II引擎，是由开发的用于多种游戏的引擎，主要用于开发《雷神之锤II》。自从其发布后就被多个游戏用于自己的开发。
id Tech 2.5引擎的最大特性就是对硬件加速的显卡进行了全方位的支持，并且在传统软件渲染模式下优化了OpenGL性能。之后产生的雷神之锤III引擎则对此引擎进行了大刀阔斧的改动，成为了新的引擎。
id Tech 2.5引擎的另外一个有趣的特性是对动态链接库（DLL）的支持。从而实现了同时支持软件和OpenGL渲染的方式，可以在载入/卸载不同链接库的时候进行切换。链接库的引入是有好处的，因为：
- id可以发布源代码供游戏修改者修改，但是又保持了自己的特性
- 因为使用了更原始的平台，而不是使用编译器对游戏进行编译，所以可以获得更快的运行速度。

id Tech 2.5引擎和它的前身一样使用了BSP。这样一来对地图的光源的处理可以让光线数据在每个面上的情况都进行计算，然后再存储已经渲染好的图片，这种方法决定每个模型可以接受多少光源，而不是计算从多少方向来的光源。
約翰·卡馬克在遵循GNU和GPL准则的情况下于2001年12月22日公布了此引擎的全部源代码。

## 使用id Tech 2.5引擎的遊戲
- 雷神之鎚II（Quake II）
- 時空傳奇（Anachronox）
- 大刀（Daikatana）

- 命運戰士（Soldier of Fortune）

## 包含id Tech 2.5引擎代码的遊戲
- UFO: Alien Invasion
- Alien Arena
- Warsow
- Egoboo